# Border Saddlemates

Border Saddlemates est un western américain réalisé par William Witney, sorti en 1952.

## Fiche technique
- Réalisation : William Witney
- Producteur : Edward J. White
- Production : Republic Pictures
- Scénario : Albert DeMond
- Photographie : John MacBurnie
- Musique : Stanley Wilson
- Montage : Harold Minter
- Durée : 67 minutes
- Date de sortie : 15 avril 1952

## Distribution
- Rex Allen : Dr. Rex Allen
- Koko : Koko
- Mary Ellen Kay : Jane Richards
- Slim Pickens : Slim Pickens
- Roy Barcroft : Steve Baxter
- Forrest Taylor : Mel Richards
- Jimmy Moss : Danny Richards
- Zon Murray : Matt Lacey
- Keith McConnell : Constable Gene Dalton
- Mark Hanna : Manero
- The Republic Rhythm Riders : Musiciens

## Production
À l'automne 1951, la société de production Republic Pictures, en perte de vitesse, envoie le réalisateur William Witney à la Big Bear Valley en Californie pour réaliser deux films, Colorado Sundown (en) et Border Saddlemates, avec à peu près la même équipe.